# Byron P. Rourke
Byron Patrick Rourke (ur. 18 czerwca 1939 w Windsorze, zm. 10 sierpnia 2011) – kanadyjski psycholog; profesor University of Windsor.
Jest absolwentem University of Windsor. Doktoryzował się w 1966 roku.
Położył zasługi na polu neuropsychologii. Zajmował się m.in. badaniem zaburzenia opisanego jako upośledzenie zdolności niewerbalnego uczenia się.

## Twórczość książkowa (wybór)
- Child Neuropsychology: An Introduction to Theory, Research, & Clinical Practice. Guilford Press, 1983. Brak numerów stron w książce
- Nonverbal Learning Disabilities: The Syndrome and the Model. Guilford Press, 1989. ISBN 978-0-89862-378-9. Brak numerów stron w książce
- Learning Disabilities and Psychosocial Functioning: A Neuropsychological Perspective. Guilford Publications, 1991. ISBN 978-0-89862-767-1. Brak numerów stron w książce